# Linha 22-Marrom
A Linha 22–Marrom (Sumaré–Cotia) é um dos projetos de expansão planejados do Metrô de São Paulo, que pretende estender o serviço de transporte sobre trilhos até municípios da Região Metropolitana, como Osasco e Cotia. O traçado previsto terá 29 quilômetros de extensão e 19 estações, conforme divulgado pela Secretaria de Parcerias em Investimentos (SPI) do Governo do Estado de São Paulo.

## Integrações Previstas
Segundo as estimativas, a Linha 22-Marrom deve permitir integração com:
- Linha 2–Verde na Estação Sumaré;
- Linha 4–Amarela na Estação Faria Lima;
- Linha 9–Esmeralda da CPTM na Estação Hebraica Rebouças.

Há também a perspectiva de futura integração com a Linha 20–Rosa, ainda em fase de planejamento, que pode resultar em uma estação compartilhada entre as duas linhas.

## Demanda Estimada
Estudos da Companhia do Metrô apontam que a Linha 22–Marrom poderá atender cerca de 678 mil passageiros por dia, dos quais 394 mil serão novos usuários, ou seja, passageiros que atualmente não utilizam o sistema de trilhos da capital paulista.

## Distribuição das Estações
O projeto prevê 19 estações, distribuídas da seguinte forma:
São Paulo (10 estações): Sumaré, Teodoro Sampaio, Faria Lima, Hebraica Rebouças, Vital Brasil, USP, Rio Pequeno, Jardim Esmeralda, Jardim Ester (Monte Belo) e Jardim Boa Vista.
Osasco (3 estações): Victor Civita, Santa Maria e uma terceira ainda não detalhada.
Cotia (7 estações): Granja Viana, Mesopotâmia, Estrada de Embu, Parque Alexandra, Sabiá, Santo Antônio e Cotia (Centro).

## Análise Socioeconômica
A linha atravessa regiões com grande diversidade socioeconômica, desde bairros mais centrais e de alta renda, como Faria Lima e Hebraica Rebouças, até áreas periféricas com menor renda, como Cotia e Osasco.
Destaque para a Granja Viana, que apresenta baixa densidade habitacional e renda elevada, mas pouca oferta de empregos locais. Já a Zona Oeste de São Paulo concentra alta densidade populacional e oportunidades de trabalho, o que deve impulsionar a atração de passageiros para viagens pendulares.

## Situação Atual do Projeto
O projeto está qualificado para ser executado por meio de uma Parceria Público-Privada (PPP). Os estudos de viabilidade e modelagem estão sendo realizados pela International Finance Corporation (IFC), braço do Banco Mundial.
O cronograma oficial prevê:
Audiências públicas em 2025;
Assinatura do contrato de concessão em 2026
Ainda não há previsão oficial para o início das obras ou da operação comercial, que dependem da conclusão de diversas etapas regulatórias e contratuais.
Impactos Potenciais
A Linha 22–Marrom é vista como estratégica para:
Reduzir a desigualdade de acesso ao transporte público;
Melhorar a mobilidade regional, conectando áreas periféricas ao centro expandido;
Facilitar o acesso ao mercado de trabalho, permitindo que a população more mais longe sem ser penalizada pelos deslocamentos.

## Participação da Universidade de São Paulo (USP)
Um dos destaques do projeto é a participação ativa da Universidade de São Paulo (USP), que terá uma estação dentro do campus. A universidade colaborou na definição da localização das estações e dos poços de ventilação, com o objetivo de minimizar os impactos acadêmicos e ambientais em seu território.